# Peter Hochschorner
Peter Hochschorner   (Bratislava, 7 de setembre de 1979) és un piragüista eslovac, ja retirat, guanyador de quatre medalles olímpiques, tres d'elles d'or.

## Biografia
Va néixer el 7 de setembre de 1979 a la cuiutat de Bratislava, població situada en aquells moments a Txecoslovàquia i que avui en dia és capital d'Eslovàquia. És germà bessó del també piragüista i medallista olímpic Pavol Hochschorner.

## Carrera esportiva
Especialista en la modalitat d'eslàlom en aigües braves en modalitat C-2, va participar, als 21 anys, en els Jocs Olímpics d'Estiu de 2000 realitzats a Sydney (Austràlia), on al costat del seu germà Pavol aconseguí guanyar la medalla d'or en aquesta prova en representació d'Eslovàquia. En els Jocs Olímpics d'Estiu de 2004 realitzats a Atenes (Grècia) aconseguiren revalidar la medalla, un fet que també succeí en els Jocs Olímpics d'Estiu de 2008 realitzats a Pequín (Xina). En els Jocs Olímpics d'Estiu de 2012 celebrats a Londres (Regne Unit) no aconseguiren revalidar el seu títol olímpic per quarta ocasió, guanyant finalment la medalla de bronze.
Al llarg de la seva carrera ha guanyat dotze medalles en el Campionat del Món de piragüisme en eslàlom, entre elles cinc medalles d'or, dues medalles de plata i qautre medalles de bronze. En el Campionat d'Europa de piragüisme en eslàlom ha guanyat catorze medalles, entre elles cinc medalles d'or, tres medalles de plata i una medalla de bronze.

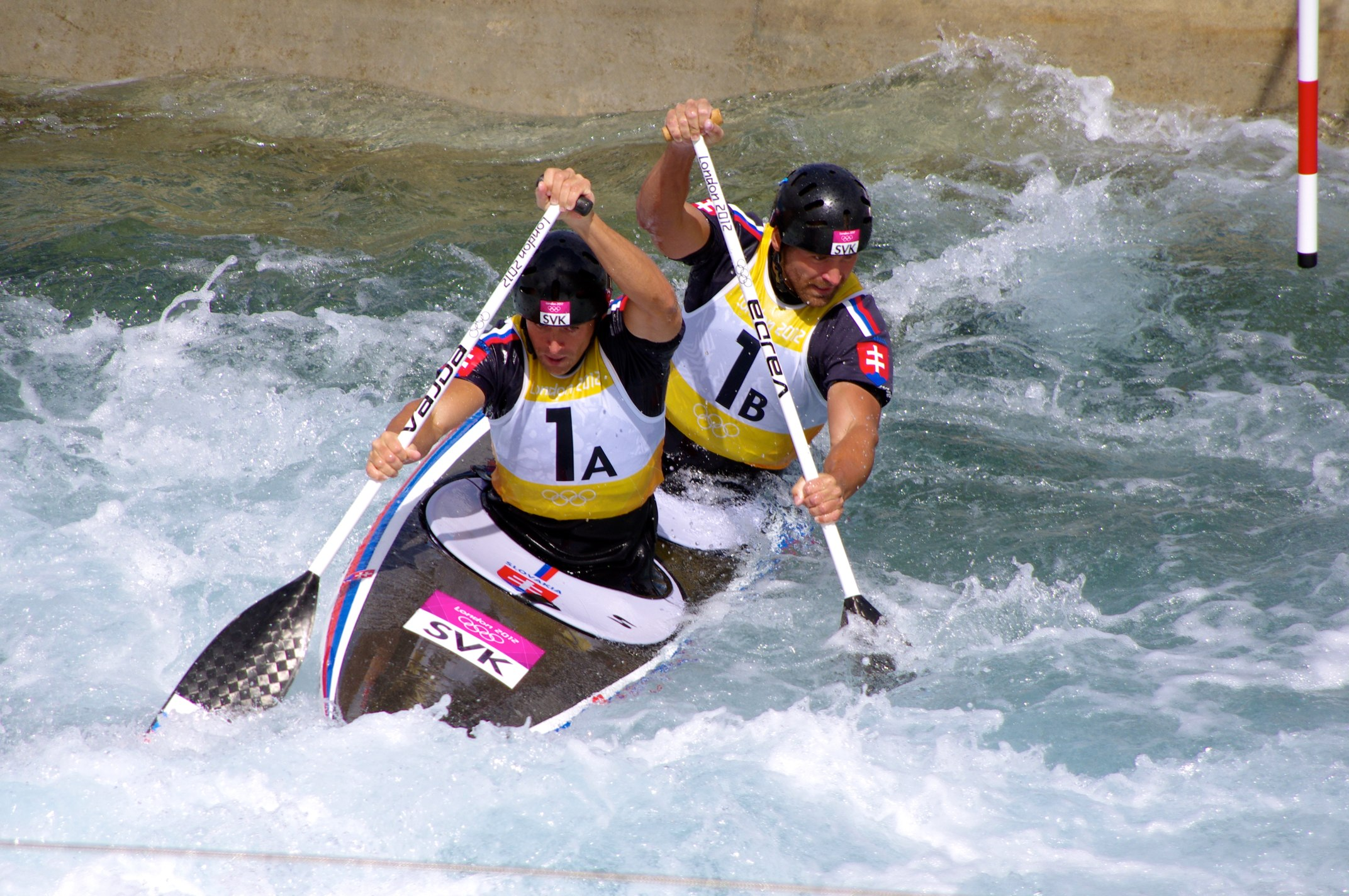
Pavol i Peter Hochschorner (Londres 2012)